# 국제숙녀복노동자조합
국제숙녀복노동자조합(영어: International Ladies' Garment Workers' Union; ILGWU)은 한때 미국에서 가장 거대했던 노동조합이었다. 미국 최초의 여성 노동조합이었으며, 1920년대에서 1930년대 사이 미국 노동사에 핵심적 역할을 맡고 있다. 